# Alex Mucchielli
Pour les articles homonymes, voir Mucchielli.
 (juin 2016).
Alex Mucchielli (né en 1943) est un enseignant-chercheur en communication. Il fonde le département des Sciences de l'information et la communication en 1989 à l'Université Paul Valéry-Montpellier III.

## Parcours d'études et de recherche
Né en 1943, à Saint-Ferdinand, dans le département d’Alger, Alex Mucchielli est le fils de Roger Mucchielli, et le frère de Jean-Louis Mucchielli et de Laurent Mucchielli. Alex Mucchielli fait des études secondaires à Nantes (Lycée Georges-Clémenceau) et à Angers (Lycée Chevrollier) où il obtient un bac spécialisé en Mathématiques et technique en 1960. Tout en faisant des études, il est maître d’internat à Saint-Malo. Il obtient une licence et un DES de Physique et une licence de psychologie à Rennes, puis une maîtrise de psychologie sociale à Aix-en-Provence et un certificat de neurophysiologie à Marseille. Il est recruté comme collaborateur technique CNRS au Laboratoire de neurophysiologie de la Faculté des sciences de Nice, où il travaille dans la modélisation électronique des comportements des animaux de l’animalerie (Protoptère et Galagos). En 1972, il publie Cybernétique et cerveau humain (Bordas).
En 1970, il soutient une thèse de 3e cycle de philosophie, à Aix-en-Provence, dirigée par Gilles Gaston Granger, intitulée Analyses et comparaisons sur les modèles des sciences humaines.

### Enseignant-chercheur
Alex Mucchielli travaille comme assistant de psychologie au Département de philosophie de l’université de Reims. Il est, en même temps chargé de cours à l’ESCP et directeur du Département de psychologie sociale. Il soutient une thèse d’État ès Lettres et Sciences humaines sur Les mécanismes de défense sociale, en 1978.
En 1979, Alex Mucchielli est élu professeur de sociologie à l’université de Montpellier III dont il dirige le département de sociologie de 1980 à 1985. De 1985 à 1989, il dirige l’UFR « Sciences du sujet et de la société », puis il fonde en 1989 le département des Sciences de l’information et de la communication. En 1990, il fonde le Centre d’étude et de recherche sur l’information et la communication qui devient « Équipe d’accueil ».
En 1999, il fonde l’AIFRESSI (Association Internationale francophone pour la recherche en sémiotique situationnelle).
Au cours de sa carrière achevée en 2008, il dirige une trentaine de thèses et est “professeur invité” à l'Université de Damas, à l'Université de Sherbrooke (Département d'éducation), à l'Université de Genève (Département de sociologie), à l'Université de Tunis (Institut de presse), à l'Université d'Antananarivo (Département de français).
Il est à plusieurs reprises membre du CNU en sociologie et en sciences de la communication.

### Entrepreneur en jeux sérieux
En 2011, Alex Mucchielli et son fils lancent Wearelearning, une société de formation à distance. En 2013, le Ministère de l'enseignement supérieur et de la recherche accrédite Alex Mucchielli en tant qu'expert concepteur et scénariste sur les jeux sérieux. En partenariat avec le CNRS, l'entreprise lance une série de 12 épisodes sur le management d'un jeux sérieux s'intitulant Les nouvelles aventures de Sindbad. L'entreprise est mise en redressement judiciaire en 2018 et radiée en 2021.

## Publications
L'activité éditoriale d'Alex Mucchielli est pléthorique : une vingtaine d'essais, une trentaine d'ouvrages de méthodologie, et une vingtaine d'ouvrages de vulgarisation. Douze de ses ouvrages ont été traduits, dont le chinois, l’arabe, l’espagnol et le russe. Dans ses publications, Alex Mucchielli met en avant une "systémique qualitative" inspirée de l'École de Palo Alto, méthode de diagnostic et d'intervention. Il construit également une grille d'analyse des situations et des actions en sept "contextes" : la méthode de l'analyse panoramique et contextuelle des situations. Il montre que les significations sont construites par des « processus de contextualisation » qu'il décrit par une « sémiotique situationnelle » et une « systémique qualitative »,.
- Situation et communication, éd. Ovadia, Nice, 2010, 170 pages.
- La conception des publicités, éd. Ovadia, Nice, 2010, 136 pages.
- Dictionnaire des méthodes qualitatives (direction et 120 articles), Armand Colin, Paris, 3e éd. 2009, 520 pages.
- Communication et influence. Approche situationnelle, éd. Paradigme, Nice, 2008, 128 pages.
- L’interaction et les processus d’émergence, (coord.), éd. Eska, Paris, 2007, 211 pages.
- Étude des communications : approches constructivistes, Armand Colin, Paris, 2006, 190 pages.
- Études des communications. Le dialogue avec la technologie, (coord.), Armand Colin, Paris, 2006, 205 pages.
- L’analyse qualitative en sciences humaines et sociales, en collaboration avec Pierre Paillé, Armand Colin, Paris, 2003, 211 pages, 2e éd. 2006.
- Étude des communications : approche par la contextualisation, Armand Colin, Paris, 2004, 264 pages.
- Étude des communications : approche par la modélisation des relations, Armand Colin, Paris, 2004, 192 pages.
- Étude des communications : Approche par les processus de la communication, Armand Colin, Paris, 2004, 180 pages.
- La nouvelle communication. Épistémologie des sciences de l’information et de la communication, Armand Colin, 2001, 210 pages.
- Théorie systémique des communications, Armand Colin, Paris, 1999, 160 pages.
- Théorie des processus de la communication, (en collaboration), Armand Colin, Paris, 1998, 180 pages.
- L’analyse formelle des rêves et des récits d’imagination, P.U.F., Paris, 1992, 175 pages.
- Les situations de communication. Approche formelle, éd. Eyrolles, Paris, 1991, 131 pages.
- L’entretien projectif, en collaboration, éd. Eyrolles, Paris, 1991, 132 pages.
- L'analyse phénoménologique et structurale en Sciences Humaines, PUF, Paris, 1983, 324 pages.
- Les mécanismes de défense, P.U.F., coll. "Que sais-je ?", Paris, 1980.

Manuels professionnels
- Intervention systémique dans l’entreprise, éd. Ovadia, Nice, 2010, 180 pages.
- Soyez plus malin que les cons qui vous pourrissent la vie. Techniques de manipulation persuasive pour faire passer vos projets et vos idées, Ed. Maxima, Paris, 2010, 176 pages.
- C’est moi le chef. Manuel pour affermir son pouvoir, Éd. Maxima, Paris, 2009, 142 pages.
- Je suis le nouveau chef. Manuel pour prendre son équipe en main, Éd. Maxima, Paris, 2009, 140 pages.
- Mon chef est un con. Guide d’actions concrètes pour travailler avec un chef difficile, Éd. Maxima, Paris, 2008, 100 pages.
- Psychosociologie et systémique des relations dans les organisations, en collaboration, éd. Eska, Paris, 2006, 233 pages.
- Information et communication interne. Pour de nouveaux audits, Armand Colin, Paris, 2005, 205 pages, traduction roumaine, 2008.
- Manuel de sémiotique situationnelle pour l’interprétation des conduites et des communications, numilog.com et Le Moine Copiste, 2008, 153 pages.
- Manuel pour la conception et la réalisation de formation en ligne dans l’approche socio-interactionniste, éd. Paradigme, Nice, 2008, 247 pages.
- Manuel pour la conception des formations en ligne 1re partie : stratégies pédagogiques et compétences, 120 pages, Numilog.com, 2008.
- La communication interne : les clés d’un renouvellement, Armand Colin, Paris, 2001, 206 pages.
- Les sciences de l’information et de la communication, 3e éd. 2001, Hachette, Paris, 158 pages.
- Introduction à l’étude de l’information et de la communication. Manuel, (en coll. avec 5 auteurs), éd. d’organisation, 1995, chap. Les pratiques et les processus de la communication (60 pages).
- Manuel pour le diagnostic systémique des relations humaines, numilog.com, Cyberlibris.fr et éd. Mucchielli, 2008, 137 pages.
- Manuel de sémiotique situationnelle pour l’interprétation des conduites et des communications, numilog.com, cyberlibris.fr et éd. Mucchielli, 2008, 152 pages, traduction Arabe, 2009.
- Manuel d’utilisation de la situation de travail pour motiver ses subordonnés, numilog.com, cyberlibris.fr et éd. Mucchielli, 2008, 140 pages.
- Manuel d’utilisation de la systémique des relations pour s’adapter à son chef et mieux manager, numilog.com, cyberlibris.fr et éd. Mucchielli, 2008, 150 pages.
- Manuel pour affermir son pouvoir lorsqu’on est manager ou responsable, numilog.com, cyberlibris.fr et éd. Mucchielli, 2008, 128 pages.
- Soigner l’hôpital. Diagnostics de crise et traitements de choc, (avec J. Hart), éd. Lamarre, Paris, 1994, 3e éd. 2003, 167 pages.
- Le projet d'entreprise, en coll. avec C. Le Bœuf, P.U.F, « Que-sais-je ? », Paris, 1989, 2e éd. 1994, 128 pages.
- Le projet d'entreprise, comment le concevoir et le mettre en œuvre, en coll. avec C. Le Bœuf, Ed. ESF, Paris, 1987, 2e éd. 1991, 120 pages, traduction russe, 1994.
- L’enseignement par ordinateur, éd. PUF, coll. « Que-sais-je ? », 1987, 128 pages.
- Rôles et communications dans les organisations, Éd. E.S.F, Paris, 1983, 2e éd. 1987, 150 pages.
- Les mentalités, analyse et compréhension, Éd. ESF, Paris, 1983, 150 pages.
- Les réactions de défense dans les relations interpersonnelles, Éd. E.S.F., Paris, 1978, 2e éd.1980 ; traduction allemande, 1981 ; traduction italienne, 1983, 140 pages.
- Psychosociologie des organisations, éd. ESF, Paris, 1979, 150 pages.

Ouvrages de vulgarisation
- Influencer, persuader, motiver : de nouvelles techniques, Armand Colin, Paris, 2009, 245 pages.
- L’art d’influencer, Armand Colin, Paris, 5e éd.2006, traduction roumaine (2006), traduction chinoise (2006), traduction serbe (2007), 176 pages.
- Communication : rencontre et dialogue, éd. Paradigme, Nice, 2008, 256 pages.
- Psychologie de la communication, P.U.F., Paris, 1995, traduction espagnole, 1996  (2e édition en 2007 pour la traduction espagnole).
- Étude des communications : nouvelles approches, Armand Colin, Paris, 2006, 220 pages.
- Dictionnaire des Sciences Humaines, sous la direction de Sylvie Mesure et de Patrick Savidan, PUF, 2006 : articles : Constructionnisme, p. 197-199 ; Scientisme, p. 1059-1060 ; Systémisme, p. 1151-1152.
- La psychologie sociale, Hachette, Paris, 1994, 4e éd. 2004.
- L’identité, P.U.F., 1988, coll. "Que sais-je ?", 6e éd., 2004, traduction espagnole, 2005, 128 pages.
- La nouvelle communication, Armand Colin, Paris, 2000, 214 pages.
- Approche systémique et communicationnelle des organisations, Armand Colin, Paris, 1998, 160 pages.
- Nouvelles méthodes d’étude des communications, avec la coll. de J. Guivarchh, Armand Colin, Paris, 1998,180 pages.
- Douze cas et exercices sur la communication, Armand Colin, Paris, 1998, 160 pages.
- La nouvelle psychologie, P.U.F., coll. "Que sais-je ?", Paris, 1993, 2e éd. 1995, traduction arabe, 1997.
- Communication interne et management de crise, éd d’Organisation, Paris, 1993, 207 pages.
- Les mentalités, 1985, PUF, coll. "Que sais-je ?", Paris, traduction chinoise, (Taïwan), 1988 ; traduction turque, 1991, 128 pages.
- Les motivations, P.U.F., 1981, coll. "Que sais-je ?", Paris, 7e éd. 2003, traduction italienne, 1982 ; traduction portugaise, 1983 ; traduction roumaine, 1991, 128 pages.
- Les méthodes qualitatives, PUF, coll. "Que-sais-je ?", Paris, 1991, 2e éd. 1994, 128 pages.
- Les jeux de rôles, P.U.F., coll. "Que sais-je ?", Paris, 1980, 3e éd. 1995, traduction italienne, 1985, 128 pages.
- L'enseignement par ordinateur, PUF, coll. "Que-sais-je ?", 1987, traduction portugaise, 1988, 128 pages.
- Cybernétique et cerveau humain, Bordas, Paris, 1972.